# Tossal de Tinabre
El Tossal de Tinabre és una muntanya de 1.617 metres que es troba al municipi de Vilaller, a la comarca de l'Alta Ribagorça.